# Agenda Verlag
Der Agenda Verlag (Eigenschreibung agenda) ist ein deutscher Publikums- und Fachbuchverlag in Münster, der 1992 gegründet wurde.

## Geschichte
Seit dem Tod des Gründers und Verlegers Bernhard Schneeberger im Jahr 2015 wird die agenda Verlag GmbH & Co. KG, zu der seit 2007 auch die Galerie Schneeberger in Münster gehört, von dessen Sohn Michael Schneeberger geführt. Eigentümerin war bis 2021 die Witwe des Gründers, Marlies Schneeberger. Seit 2022 ist Michael Schneeberger geschäftsführender Gesellschafter. Das Unternehmen beschäftigt sechs Mitarbeiterinnen und Mitarbeiter in den Abteilungen: Satz & Layout, Lektorat, Vertrieb & Marketing. 
Verlegt werden Belletristik sowie Sach- und Fachbücher aus den Bereichen Geschichte, Theologie, Philosophie, Philologie, Naturwissenschaft, Gesellschaft, Politik, Wirtschaft, Kunst, Kultur, Musik, Recht, Westfalen, Münster und Niederlande. Der Verlag ist nach eigenen Angaben Mitglied im Börsenverein des Deutschen Buchhandels.
Unter anderem führt der Verlag die von Herbert Hoinke gegründete Edition Gregorius für geistliche und weltliche Chormusik (Gregorius-Verlag) im Sinne des Gründers fort. Das in der Ära von Hoinke aufgebaute Gregorius-Verlagsarchiv wurde 2006 der Universitäts- und Landesbibliothek Münster überlassen.
Der Agenda Verlag ist kein sogenannter Dienstleistungsverlag. Der Verlag feiert 2022 sein 30-jähriges Jubiläum.